# Judi Denchová
Judith Olivia „Judi“ Denchová (nepřechýleně Dench; * 9. prosince 1934 York, Yorkshire, Anglie, Spojené království) je britská filmová a divadelní herečka.

## Život a kariéra
Vynikla zpočátku na divadle (poprvé hrála Ofélii v Hamletovi v roce 1957), a to hlavně v shakespearovských rolích (Macbeth - 1977, Antonius a Kleopatra - 1987). Ceněný byl i její výkon ve Wildeově komedii Jak je důležité mít Filipa (2002).
Ve filmu debutovala už v roce 1964 (Třetí tajemství), brzy dostala i první role v televizních seriálech. Za roli Laury v seriálu A Fine Romance obdržela cenu britské filmové akademie BAFTA.
Průlomem pro zralou herečku se stalo historické drama Paní Brownová, kde ztvárnila postavu britské královny Viktorie, a za které obdržela v roce 1998 Zlatý glóbus a nominaci na Oscara. V následujícím roce prodala své zkušenosti z shakespearovských divadelních her v romantickém filmu Zamilovaný Shakespeare a za roli anglické královny Alžběty I. obdržela cenu Americké akademie filmových umění a věd Oscara za nejlepší ženský herecký výkon ve vedlejší roli.
V roce 2001 získala cenu BAFTA a Zlatý glóbus za televizní film Poslední sexbomby. V průběhu šesti let byla celkem čtyřikrát nominována na Oscara (filmy Iris / Příběh jedné ženy, Show začíná, Zápisky o skandálu a vedlejší role v Čokoládě). Recenzent deníku Právo o jejím výkonu v Zápiscích o skandálu napsal: „Judi Denchová je v roli Barbary prostě úžasná. (…) Svým pojetím Barbary vždy vyzve diváky alespoň ke kousku porozumění a snad i lítosti nad zoufale osamělým člověkem.“
Byla od roku 1971 vdaná za herce Michaela Williamse, jejich manželství ukončila až Williamsova smrt. Má dceru Finty.
Byla vyznamenána Řádem britského impéria a v roce 2005 jí byl udělen Řád společníků cti.
Stala se známou také díky své roli M ve filmech o Jamesi Bondovi.
Angažuje se i v ochraně přírodního prostředí. Je čestnou občankou státu Souostroví odpadků (anglicky The Trash Isles) Jedná se o akci aktivistů snažící se o vyhlášení nezávislého státu, čímž by mělo být docíleno zvýšení tlaku na vyčištění odpadu z oceánu.